# Bacidina chloroticula
Bacidina chloroticula är en lavart som först beskrevs av William Nylander och som fick sitt nu gällande namn av Antonín Vězda och Josef Poelt. 
Bacidina chloroticula ingår i släktet Bacidina och familjen Ramalinaceae. Arten är reproducerande i Sverige. Inga underarter finns listade i Catalogue of Life.